# المسجد الأحمر
المسجد الأحمر أو (لال مسجد) بالأردية هو مسجد بإسلام آباد وملحق به مدرسة دينية بني عام 1965 وكان يعد أكبر مسجد في إسلام آباد إلى ما قبل تشييد مسجد الملك فيصل

## حصار المسجد الأحمر
وقد شهد في 3 يوليو 2007 أحداث اشتبكات بين قوات الأمن الباكستانية وبعض الجماعات الإسلامية التي توصف بالمتشددة واعتناق أفكار طالبان مما أدى إلى اقتحام الجيش الباكستاني للمسجد الأحمر يوم الثلاثاء 10 يوليو 2007 وانتهت عملية الاقتحام بمقتل زعيم المتحصنين داخله عبد الرشيد غازي ونحو 56 من رفاقه واستسلام الباقين ومعهم إمام المسجد عبد العزيز الغازي الذي أودعته الحكومة السجن بعد إظهاره على التلفاز بزي امرأة.
وقام رئيس الوزراء قبل الاقتحام بطلب من المحتجزين أن يستسلموا أو أن يتعرضوا للموت.
وتزعم السلطات الباكستانية قيام الجماعات المتحصّنة في المسجد باستخدام الأطفال والنساء كدروع بشرية بينما ترد هذه الجماعات بأن أيّا من المتحصنين بالمسجد ليس محتجزا رغما عنه وأنهم كلهم بالداخل بإرادتهم.
قالت السلطات إن الـ 75 شخصا الذين قتلوا في الاقتحام كانوا من المسلحين. ودفنت الجثث في مقابر مؤقتة بانتظار أن يتقدم ذووهم لاستلام جثثهم.
وكان أكثر من ألف من الطلاب الإسلاميين قد خرجوا من مجمع المسجد في وقت سابق تحت الضغط المتصاعد من جانب قوات الأمن. ويقول المسؤولون إن نحو 60 من المتبقين داخله من العناصر الأشد مراسا، وكانوا في طليعة حملة فرض الشريعة الإسلامية على إسلام آباد. فقد قاد طلاب المدرسة «حملات للفضيلة» شملت خطف رجال للشرطة وأشخاص يتهمونهم بإدارة بيوت دعارة، فضلا عن مداهمة محال الموسيقى وشرائط ال (دي في دي).
وقامت حملات مظاهرات من قبل الإسلاميين تنديداً لما حصل في المسجد الأحمر بعد الاقتحام.

صورة المسجد الأحمر معروضة في متحف التراثي لوك ورثا

من جهة أخرى فقد أكد رئيس المعارضة الإسلامية الباكستانية المتمثلة في البرلمان قاضي حسين أحمد - مقتل ما لا يقل عن ألف طالب وطالبة داخل المسجد الأحمر أثناء العملية التي شنتها الحكومة الباكستانية على المسجد، وانتقد أسلوب الحكومة في دفنهم بطريقة مفاجئة في ظلمات الليل دون إبلاغ وسائل الإعلام. وقد وصف العملية التي شنت على المسجد الأحمر بالمخالفة للقيم الإنسانية.
كما أكد الإسلامي أبو حفص الباكستاني أن الحكومة قتلت المئات من الناس واستعملت مادة الفوسوفور الأبيض لإبادة مسجد لال وقتل الطلاب الأبرياء 
وتشكلت على إثر هذه الأحداث حركة إسلامية مسلحة يتزعمها أبو حفص أطلقت على نفسها اسم «حركة مسجد لال» – إشارة إلى المسجد الأحمر – ردًا على الظلم الذي مورس ضدّ الطلاب والمعلمين في مسجد لال حسب تصريح تلك الجماعة 
.

## التحقيق في الأحداث
قامت المحكمة الباكستانية العليا في يوم 30/8/2007 باستدعاء المسئولين عن هذه الأحداث للتحقيق معهم منهم الرئيس الباكستاني برفيز مشرف ووزير الداخلية آفتاب أحمد خان شير باو، وقائد الفيلق العاشر في الجيش الباكستاني، مدير إدارة إسلام آباد، ونائبه ورئيس شرطة إسلام آباد، وذلك بهدف سؤالهم عن قتل الأبرياء والاستعجال في تنفيذ العملية العسكرية ضد المسجد الأحمر في إسلام آباد. وكما طلبت منهم تقديم تفاصيل مدعومة بأدلة لتوثيق الدواعي التي استدعت الهجوم على المسجد الأحمر، وأصدرت المحكمة أوامر صارمة لدوائر الأمن الباكستانية بتسليم جثث القتلى إلى ذويهم من خلال إجراء فحوصات للحمض النووي لتحديد هويتها على نفقتها الخاصة، كما وأمرت المحكمة الحكومة الباكستانية وأجهزة الاستخبارات بإعادة بناء المدرسة الدينية في موضع جامعة حفصة التي تم هدمها نهائياً من قبل الجيش إذاء الأحداث. 
علما أن المسجد الأحمر يبعد عن البرلمان مسافة 1 كم فقط مما أثار مخاوف الحكومة الباكستانية.
وفي يوم الخميس 16/4/2009 أطلقت الحكومة سراح عبد العزيز غازي إمام المسجد الأحمر ليؤم المصلين بالمسجد الأحمر يوم الجمعة وسط تجمع آلاف من أنصاره هاتفين بالنصر ودعاهم لمزيد من التضحيات ودعا الحكومة لتطبيق الشريعة.

## صور

## أثر اقتحام المسجد على مستقبل مشرف
كان لعملية اقتحام المسجد بالغ الأثر على مستقبل الرئيس الباكستاني برفيز مشرف في الحكم وقد اعترف بذلك بنفسه قائلا: إن سبب فقدانه السلطة يعود إلى إعطائه الأوامر باقتحام المسجد الأحمر في إسلام أباد خلال يوليو 2008. وقال إن تلك العملية حولته من «بطل إلى صفر». 